# NickServ
NickServ est l'un des services IRC que l'on retrouve couramment sur la plupart des réseaux. Il fait partie du système Anope et d'autres services comme Atheme.

## Description
Le but premier de NickServ est de protéger les nicknames (pseudonymes) des utilisateurs d'un réseau IRC contre le détournement ou l'usurpation par des utilisateurs malveillants. Il peut être considéré comme un des services fondamentaux, au même titre que ChanServ et OperServ, du fait de sa fonction de protection. Par ailleurs, il est utilisé par les autres services pour diverses tâches (par exemple, par ChanServ lorsqu'un utilisateur rejoint un canal (channel) : Le service va alors vérifier si le pseudonyme est enregistré et s'il a des privilèges dans le canal en question, tel qu'opérateur, half-op, auto-voice ...).
Quand un utilisateur se connecte au réseau IRC, NickServ vérifie si le pseudonyme est dans sa base de données, et, le cas échéant, demande l'identification par mot de passe sous peine de changer le pseudonyme de force après un délai qui est généralement d'une minute. Ainsi, après la connexion, le message suivant s'affiche si le nom est enregistré dans la base de données :

-NickServ- Ce pseudo est enregistré et protégé, si c'est votre pseudo,

-NickServ- tapez /MSG NickServ IDENTIFY motdepasse

-NickServ- Sinon, veuillez choisir un pseudo différent.

-NickServ- Si vous ne changez pas de pseudo d'ici une minute,

-NickServ- Je changerai votre pseudo.

Si le pseudonyme n'est pas enregistré, aucun message ne s'affiche. Cela signifie que l'utilisateur a la possibilité de protéger son nom en entrant la commande suivante :

/MSG NickServ REGISTER motdepasse email

Le motdepasse est sensible à la casse. C'est-à-dire que si on a choisi : "PaSsWorD", il faudra s'identifier ainsi. "password" étant considéré comme un mot de passe différent.
email est l'adresse courriel qui sera utilisée si l'utilisateur perd son mot de passe. Il sera donc possible de demander à NickServ d'envoyer le mot de passe à cette adresse.

## Autres fonctions
NickServ, en plus de protéger contre l'usurpation d'identité, permet aussi de récupérer son pseudonyme même si celui-ci est temporairement bloqué à cause d'une déconnexion intempestive, par exemple, lorsque l'utilisateur se retrouve déconnecté mais que le serveur IRC n'a pas encore détecté la déconnexion de ce dernier (le fameux "Ping timeout"). Ainsi, lors de la reconnexion, l'utilisateur se voit contraint d'utiliser son pseudonyme alternatif (Alternative Nick). Il est donc possible de clore la session fantôme (Ghost session) sans attendre le Ping timout en invoquant la commande GHOST de NickServ. Elle a pour effet de forcer le serveur IRC à considérer la session fantôme comme déconnectée. Cependant, elle ne fonctionne que si le pseudonyme est enregistré dans la base de données au moyen de la commande REGISTER. La syntaxe de cette commande est la suivante :
/MSG NickServ GHOST pseudonyme motdepasse

Cela causera ce qu'on appelle un "Kill" (traduit grossièrement par "meurtre") sur le pseudonyme, le libérant, et permettant à l'utilisateur de le récupérer grâce à la commande "/NICK", puis de se réidentifier.

La commande GHOST renvoie le message suivant dans les canaux où la session fantôme est présente :
* User has quit IRC (Killed (NickServ (GHOST command used by User_)))
En général, les commandes les plus utilisées sont les suivantes (toutes précédées de /MSG NickServ) :
- REGISTER <motdepasse> <email> : Enregistre le pseudo dans la base de données.
- IDENTIFY <motdepasse> : Pour s'identifier comme propriétaire du pseudonyme.
- GHOST <pseudo> <motdepasse> : Pour déconnecter une session fantôme.
- STATUS : Retourne le statut du pseudo sous forme numérique (0=Non enregistré ou hors ligne, 1=Non identifié, 2=Identifié par liste d'accès ou 3=Identifié avec la commande IDENTIFY).

### Commandes spéciales
Certaines commandes (détaillées dans l'aide officielle de NickServ) sont strictement réservées aux IrcOps (Administrateurs de services ou « Services Admins »). Elles permettent généralement aux opérateurs IRC d'agir directement sur les paramètres d'un pseudonyme sans passer par l'utilisateur propriétaire de ce dernier. Ils peuvent, par exemple, récupérer le mot de passe, supprimer le pseudo, voir toutes les informations enregistrées à son sujet. Les utilisateurs non-opérateurs n'ont pas accès à ces commandes.